# البطولات الوطنية الأمريكية 1886 (كرة مضرب)
قائمة بالأبطال في 1886 البطولات الوطنية الأمريكية لكرة المضرب (المعروفة الآن باسم أمريكا المفتوحة):

## الكبار

### فردي رجال
ريتشارد سيرز هزم  ر. ليفينغستن بيكمان 4-6 6-1 6-3 6-4